# Carlencas-et-Levas
Carlencas-et-Levas este o comună în departamentul Hérault din sudul Franței. În 2009 avea o populație de 121 de locuitori.

## Evoluția populației
| An        | 1975 | 1982 | 1990 | 1999 | 2006 | 2009 |
| --------- | ---- | ---- | ---- | ---- | ---- | ---- |
| Populație | 54   | 68   | 87   | 88   | 113  | 121  |

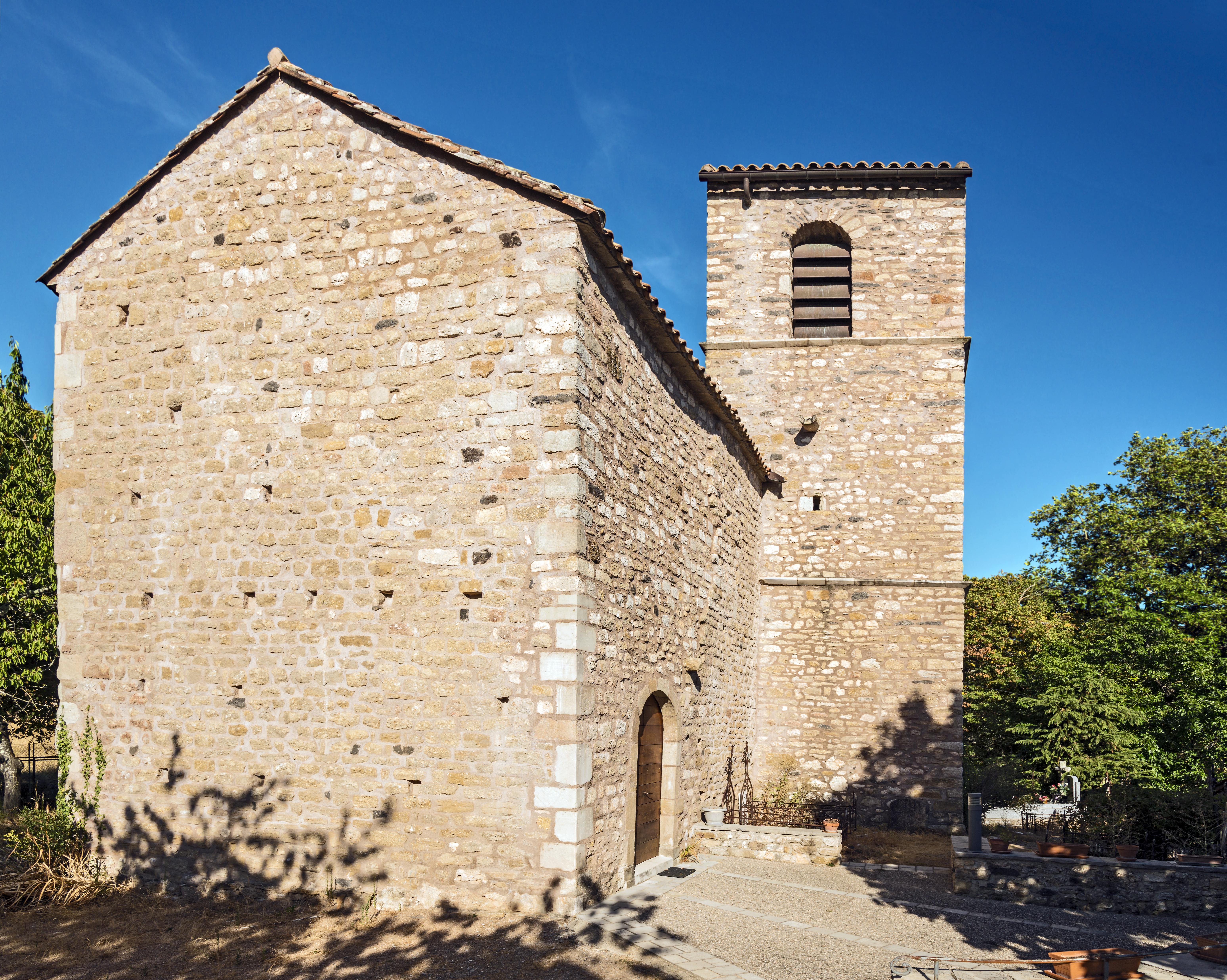
Capela leva.
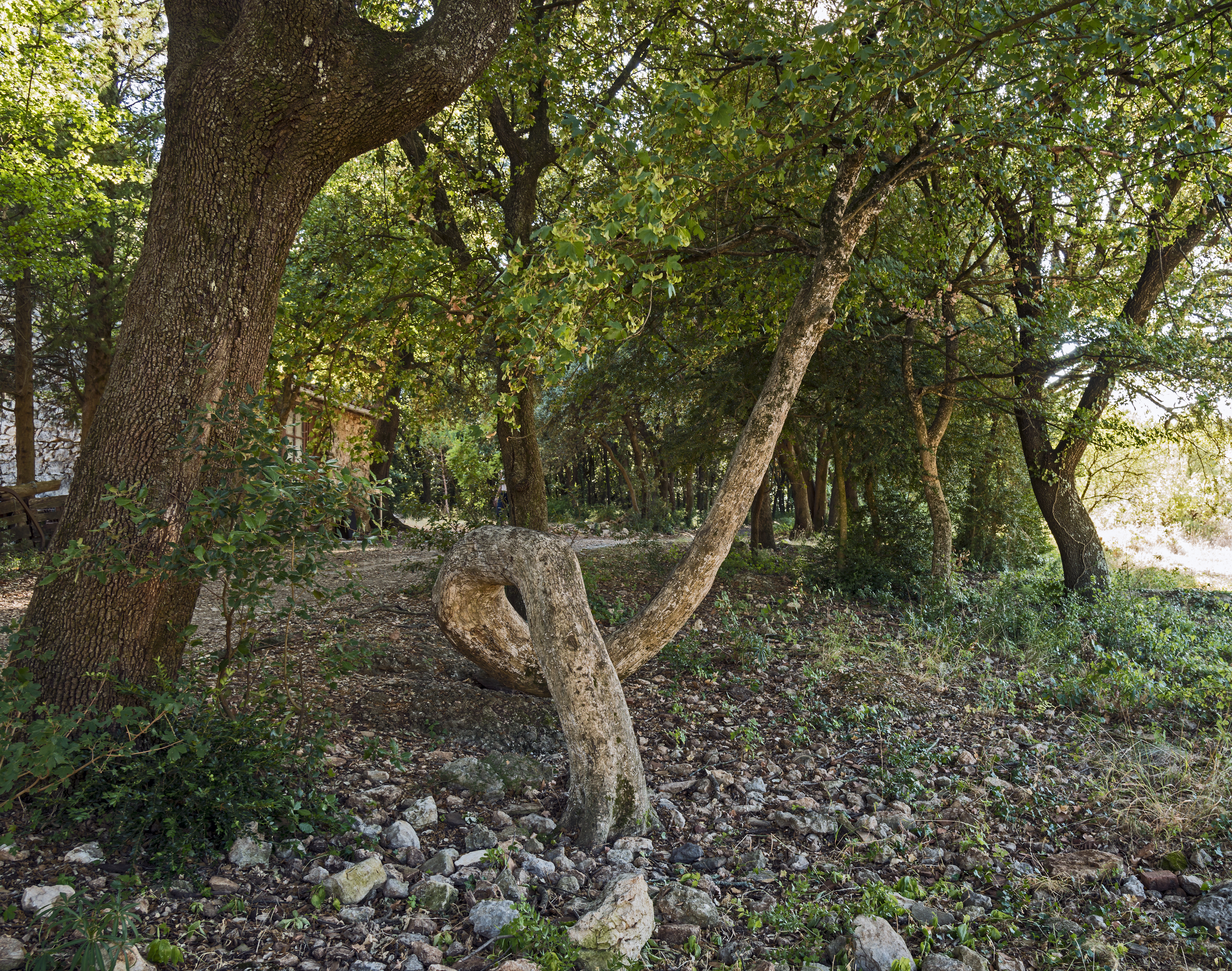
Copacul strâmb capela.